# 왕립 국제 문제 연구소
왕립 국제 문제 연구소(王立國際問題硏究所, 영어: Royal Institute of International Affairs(RIIA)) 또는 채텀 하우스(영어: Chatham House)는 영국의 싱크탱크이다. 

## 역사
세계 제1차대전이 종결된지 얼마 되지 않은 1920년 창설되었으며 파리평화회의에 참석했던 인사들이 참가하였다. 본부는 런던에 위치하고 있다. 연구 분야는 국방 및 안보, 경제와 무역, 환경, 보건, 사회, 제도와 법, 강대국 등에 대해서 다루고 있다.

## 채텀하우스 룰
전문가들의 자유롭고 속 깊은 토론을 위해 누가 어떤 발언을 했는지 비밀에 부치고 있는데 이를 채텀하우스 룰이라고 불리고 있다.

## 같이 보기
- 외교협회